# Vieux-Château
Vieux-Château é uma comuna francesa na região administrativa da Borgonha-Franco-Condado, no departamento de Côte-d'Or. Estende-se por uma área de 6,64 km². Em 2010 a comuna tinha 86 habitantes (densidade: 13 hab./km²).